# Entomofobia

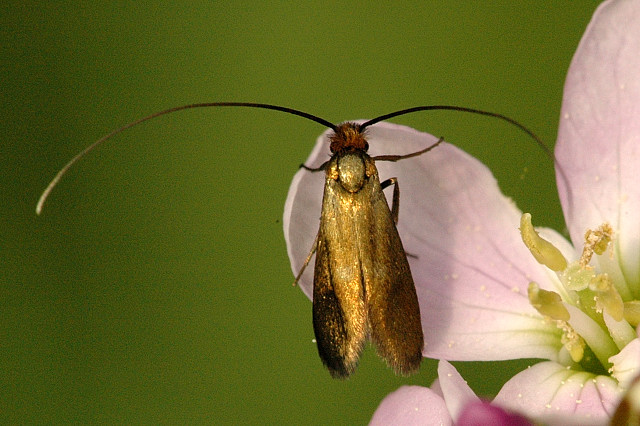
Una hembra de Cauchas rufimitrella, una especie de polilla

La entomofobia es el miedo (o fobia) a los insectos. Está entre las fobias más comunes, y probablemente la fobia a animales más extendida. 
Las reacciones de los entomofóbicos frecuentemente parecen irracionales incluso al propio afectado. Estos evitan cualquier sitio donde crean que habitan insectos. Si ven un insecto de lejos, quizá no puedan entrar en la zona, aunque sea un lugar abierto, o se sientan obligados a intentar controlar el pánico que se desencadena. 
La reacción ante el contacto o, simplemente la proximidad de estos animales, se caracteriza por sudoración, respiración rápida, taquicardia y náusea. En algunas ocasiones las personas suelen llorar al tener cercanía con algún insecto.
El miedo a los insectos puede determinar el lugar donde el fóbico decida vivir o hasta pasar sus vacaciones e igualmente limita los deportes o pasatiempos de los que pueda llegar a disfrutar.
Como la mayoría de las fobias, la entomofobia se puede curar con tratamiento psicológico. Los métodos habituales exponen gradualmente al fóbico al animal que le aterroriza, impartiendo al paciente, como terapia, clases de entomología para que se familiarice con la forma de vida de los insectos. 
Una de las fobias más conocidas dentro del terror a los insectos es la apifobia (miedo a las abejas). También suelen producir fobia otros insectos, tales como: las cucarachas, avispas, libélulas, abejorros, escarabajos, orugas, típulas, grillos, etcétera.